# Madge Adam
Madge Adam   (Highbury, 6 de març de 1912 - 25 d'agost de 2001) va ser una astrònoma solar anglesa que va ser la primera estudiant de postgrau en física solar a l'observatori de la Universitat d'Oxford.

## Joventut i educació
Adam va ser la menor de tres fills i va néixer a prop del districte d'Highbury (North London), on el seu pare era professor a la Drayton Park School. Amb l'inici de la Primera Guerra Mundial, es va allistar i va morir en combat a Ieper el 1918, fet que va fer que la seva mare i els seus germans es traslladessin a Yorkshire per viure amb els pares de la seva mare. Es va emmalaltir als nou anys d'edat i va passar un any a l'Hospital a l'Aire Libre de Liverpool per tractar la seva tuberculosi esquelètica d'un colze i el raquitisme.
Quan va sortir de l'hospital, Adam va obtenir una beca per a la Doncaster High School de South Yorkshire, on va adquirir una passió de tota la vida per la ciència i les matemàtiques. El 1931, es va matricular al St Hugh's College d'Oxford amb una beca en física, convertint-se en «la primera dona a aconseguir una primícia en física a Oxford». Allà va obtenir un màster seguit d'un D.Phil. a Lady Margaret Hall.

## Carrera professional
Quan un nou director de l'observatori de la Universitat d'Oxford, que acabava d'instal·lar el primer telescopi solar de la universitat, va anunciar el seu programa d'investigació en física solar, Adam (que acabava d'obtenir el títol de física) va trucar a la seva porta i va dir: «I jo?» En unir-se a l'equip de recerca, es va convertir en la primera estudiant de postgrau i física solar de l'observatori de la universitat. Amb els anys, es va convertir en una figura clau per a la resta de la seva vida, i finalment es va convertir en directora en funcions durant la Segona Guerra Mundial després que el director marxés per treballar en la producció d'avions. Posteriorment va esdevenir subdirectora permanent i es va fer càrrec dels comptes financers de l'observatori.
Va ser nomenada tutora ajudant a St. Hugh's, i també «va impartir cursos d'astronomia, amb èmfasi en l'astronavegació, a cadets de la Royal Navy i de la RAF».
Era «coneguda internacionalment pel seu treball sobre la naturalesa de les taques solars i sobre els seus camps magnètics». Va ser professora a la Universitat d'Oxford al Departament d'Astrofísica de 1937 a 1979, i va ser membre de la Royal Astronomical Society des de l'11 de març de 1938.

## Selecció de publicacions
- Interferometric Measurements of Solar Wave-Lengths and an Investigation of the Einstein Gravitational Displacement.  Taylor & Francis, 1948. Reimprès per la Monthly Notices of the Astronomical Society
- «A new determination of the centre to limb change in solar wave-lengths». Monthly Notices of the Royal Astronomical Society, 119(5), 1959, pàg. 460-474.
- «The observational tests of gravitation theory». Proceedings of the Royal Society of London, 270(1342), 1962, pàg. 297-305. Junt amb H. Bondi.
- «Discussion of the results obtained by three tests of Einstein's relativity theory made on astronomical bodies from 1918 to 1960». Proceedings, 270, 1962, pàg. 297-304.
- «Line contours in sunspot regions». Monthly Notices of the Royal Astronomical Society, 136(1), 1967, pàg. 71-90.